# Abdij van Val-Saint-Lambert
De abdij van Val-Saint-Lambert is een voormalige cisterciënzerabdij aan de oever van de rivier de Maas in de Belgische stad Seraing (provincie Luik). Een deel van de abdij heeft sinds de 18e eeuw een paleisachtig uiterlijk. Na de opheffing van de kloosters in het prinsbisdom Luik werd de abdij de vestiging van de kristal- en glasfabriek van Val-Saint-Lambert, een functie die het complex tot op de dag van vandaag vervult. De abdij zelf heeft inmiddels diverse andere invullingen gekregen.

## Geschiedenis
Rond 1200 maakte de Orde der Cisterciënzers internationaal een sterke expansie door. In 1187 vestigden cisterciënzermonniken, afkomstig uit Signy-l'Abbaye, zich in deze vallei ten zuidwesten van Luik, op vraag van Gilles van Montaigu, graaf van Clermont. In het graafschap Clermont lag de "Vallei van Sint-Lambertus" genoemd naar de patroonheilige van de stad Luik. In 1202 ontvingen ze van prins-bisschop Hugo van Pierrepont een groot stuk land, waarop het nieuwe klooster gebouwd kon worden. Voor het einde van de 13e eeuw was de bouw van de abdij gereed. Na 1280 kende de abdij financiële problemen door de teleurstellende landbouwopbrengsten met oplopende schulden en een snelle opvolging van abten. Abten Jacques le Gai (vanaf 1333) en Henri van Haccourt zorgden voor een herstel en een nieuwe bloei. Dit was mede mogelijk door de winsten van de ontginning van steenkool op eigendommen van de abdij.
In de loop der eeuwen werd de abdij talloze malen slachtoffer van natuurrampen, hongersnoden, overvallen, oorlogshandelingen en branden. Zo brandde in 1469 de abdijkerk af als gevolg van een blikseminslag. Dit herhaalde zich in 1557. Wellicht verklaart deze tegenspoed waarom er relatief weinig sporen van literaire of wetenschappelijke activiteit van de monniken van Val-Saint-Lambert zijn overgebleven.
In 1574 was de abdijkerk terug opgebouwd en telde de abdij 21 monniken.

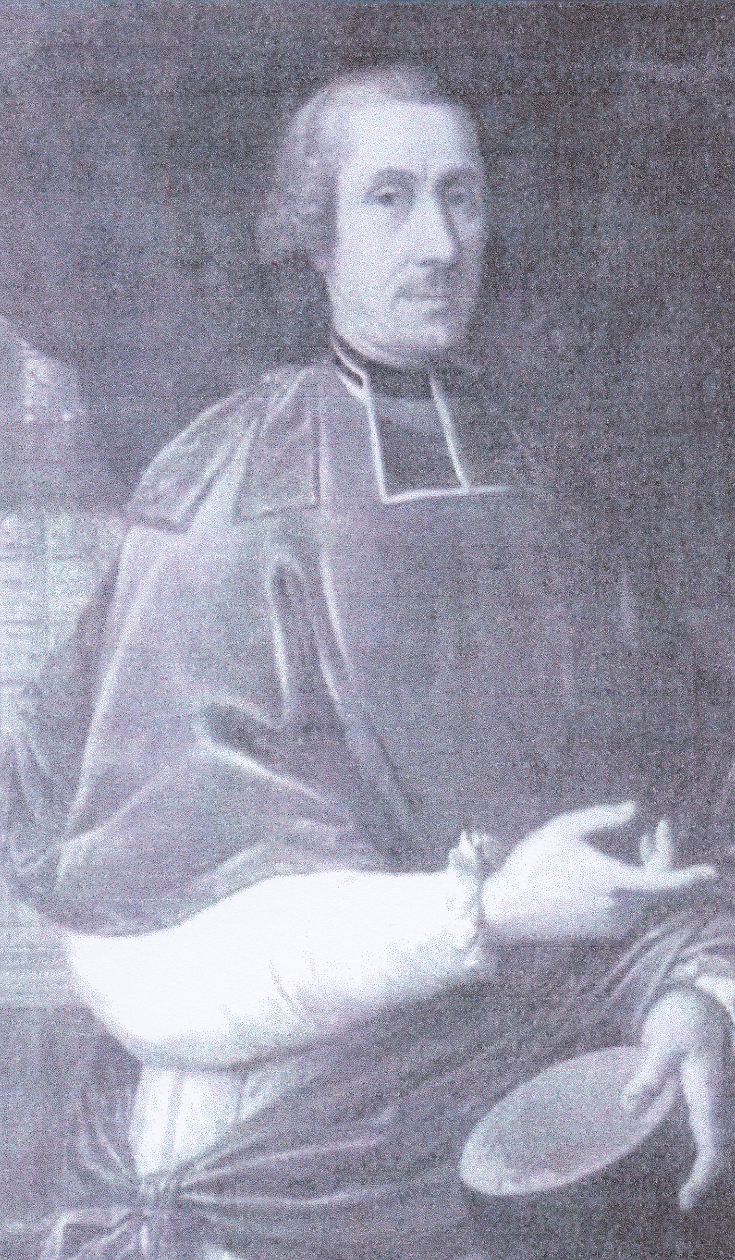
Simon de Harlez

Vanaf het midden van de 18e eeuw onderging de abdij een ware transformatie, toen abt Simon de Harlez (1700-'82) een groot deel van de gebouwen liet slopen en de Luikse architect Jean-Gilles Jacob opdracht gaf vorm te geven aan een grote abdij met een vorstelijk abtenverblijf. Waarschijnlijk gebeurde dit met de opbrengst van de steenkoolwinning in Seraing, die door de ondernemende abt tot een lucratieve onderneming was gemaakt. Simon de Harlez was tevens kanunnik van de Luikse kathedraal en later raadsman van prins-bisschop Karel Nicolaas Alexander d'Oultremont. De nieuwe abdij is gebouwd in de klassiek aandoende stijl van de Luiks-Akense barok. Het gebouw vertoont een opvallende gelijkenis met het dichtbijgelegen kasteel van Seraing, de zomerresidentie van de Luikse prins-bisschoppen, dat rond dezelfde tijd sterk werd uitgebreid. De vormgeving van het abtenverblijf moest de ambities van de abt weerspiegelen, die zich graag mat met de prins-bisschoppen.
De Franse Revolutie maakte op termijn een einde aan het monnikenleven, toen de Fransen in 1794 het prinsbisdom Luik annexeerden en de kloosters ophieven. In 1796 moesten de 36 monniken de abdij verlaten, waarna de abdij en haar goederen openbaar geveild werden. Het uit 1664 daterende Robustelly-orgel van Val-Saint-Lambert bevindt zich sinds 1820 in de Sint-Quintinuskerk in Zonhoven. De nog vrijwel nieuwe abdijkerk werd in 1810 gesloopt. Het gat dat daardoor ontstond in de noordwestelijke gevel werd opgevuld met een bouwvolume dat zich met moeite voegt in de klassieke gevel.

In 1825 kochten de scheikundige François Kemlin en de ingenieur Auguste Lelièvre de terreinen en vestigden er een jaar later een glas- en kristalfabriek. Met de aanwezigheid van ruime gebouwen, de nabijheid van steenkool en de transportmogelijkheden over de Maas waren de vestigingsvoorwaarden gunstig voor het jonge bedrijf. In 1846 fuseerde de fabriek met de Societé Anonyme des Manufactures de Glaces en werd daarmee een van de grootste glasfabrikanten ter wereld. Het 18e-eeuwse hoofdgebouw is tegenwoordig nog steeds in gebruik als kantoor van de crystallerie Val-Saint-Lambert. Er is onder meer een glas- en kristalmuseum in gevestigd. In de middeleeuwse gebouwen is thans de businessclub Cercle de Wallonie gevestigd. Het poortgebouw doet dienst als toeristeninformatiekantoor.

## Beschrijving
De 13e-eeuwse, vroeggotische kapittelzaal, het scriptorium en het daarboven gelegen dormitorium zijn onlangs gerestaureerd. Het gastenverblijf (maison des étrangers) dateert uit de 17e eeuw. De monumentale toegangspoort, de domeinmuur, het hoofdgebouw, het abtenverblijf en het hospitaal zijn 18e-eeuws. Het fronton van het poortgebouw draagt de wapenspreuk van abt Simon de Harlez: Fortiter et candide ("Krachtig en duidelijk"). Het paleis van de abt dateert uit 1762-'65 en is een klassiek bakstenen gebouw met onderbouw in lokale blauwe steen. Van het eens rijke interieur resteert slechts weinig.
Aan de noordoostzijde ligt het restant van wat ooit de tuin was. In 1789, het jaar van de Luikse Revolutie, liet de laatste abt van Val-Saint-Lambert, Grégoire Falla, hier een fraai Belvédère aanleggen. De kristalfabrieken liggen ten zuiden van de abdijgebouwen.
In Hoei staat het voormalige refugiehuis van de abdij, het 16e-17e-eeuwse Maison Batta in Maaslandse renaissancestijl. Dit en andere bezittingen (zoals laathoven, onder andere in Rullekoven) herinneren aan de macht die de monniken van Val-Saint-Lambert ooit in dit deel van België uitoefenden.

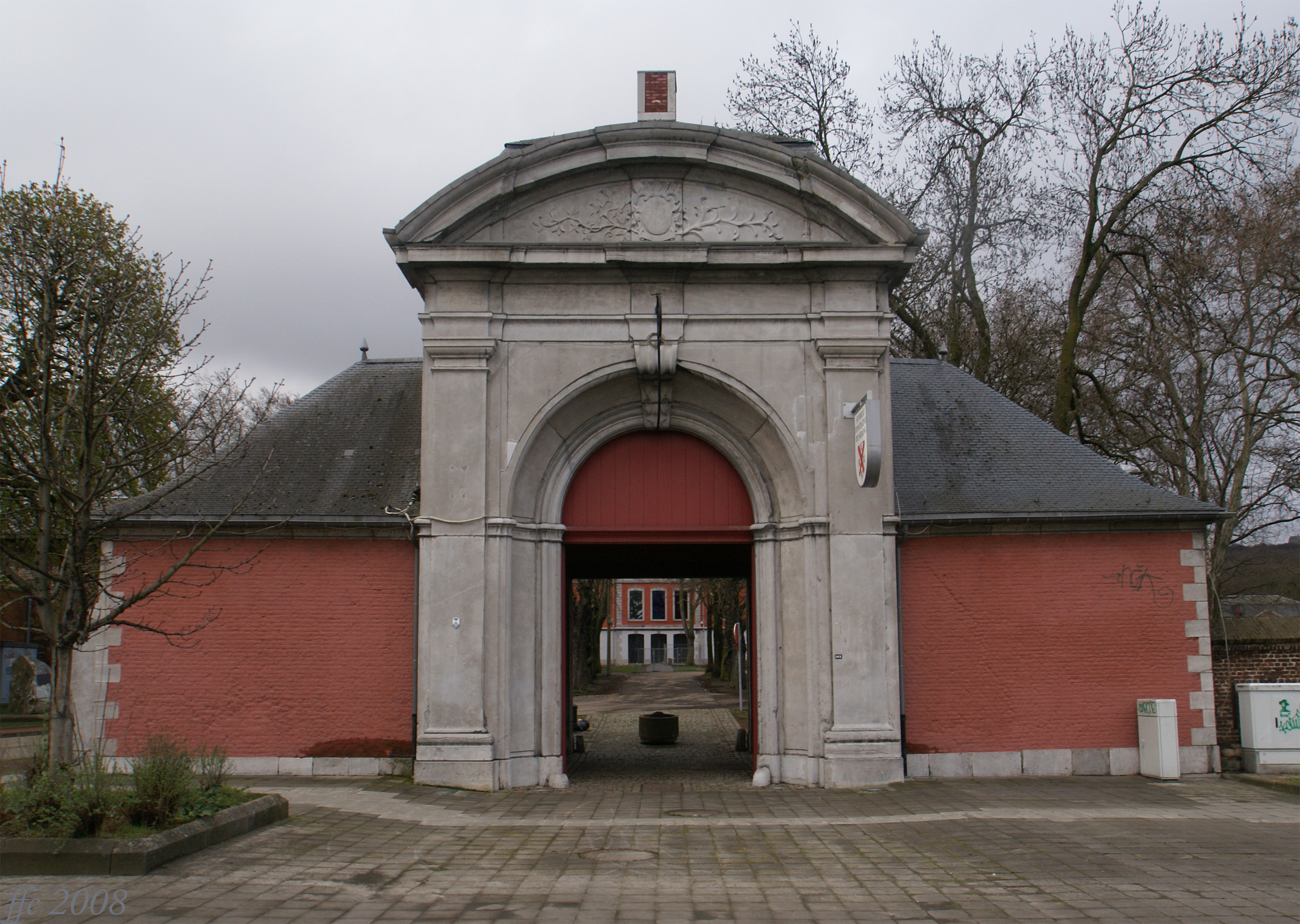
Poortgebouw, veldzijde
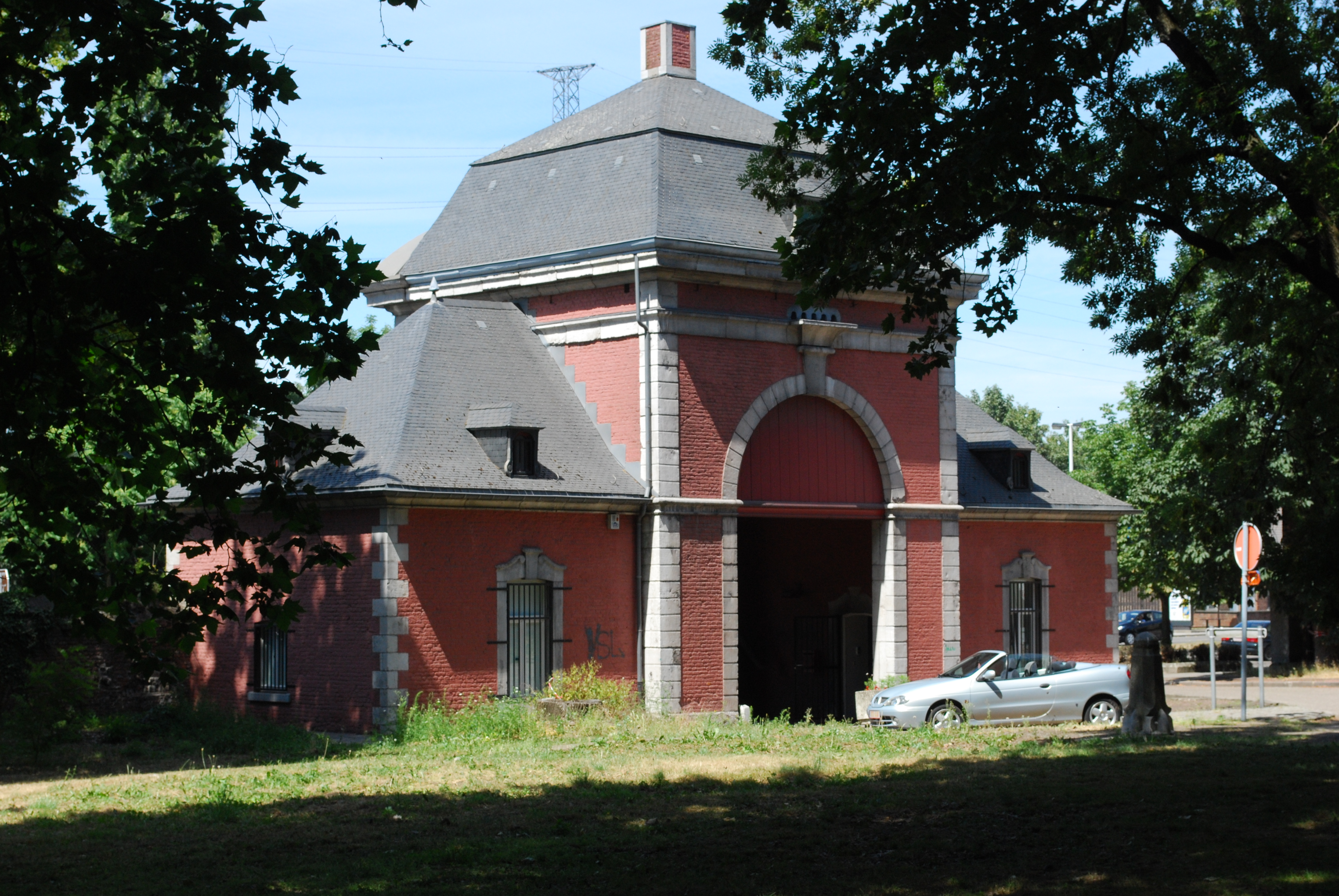
Poortgebouw, hofzijde
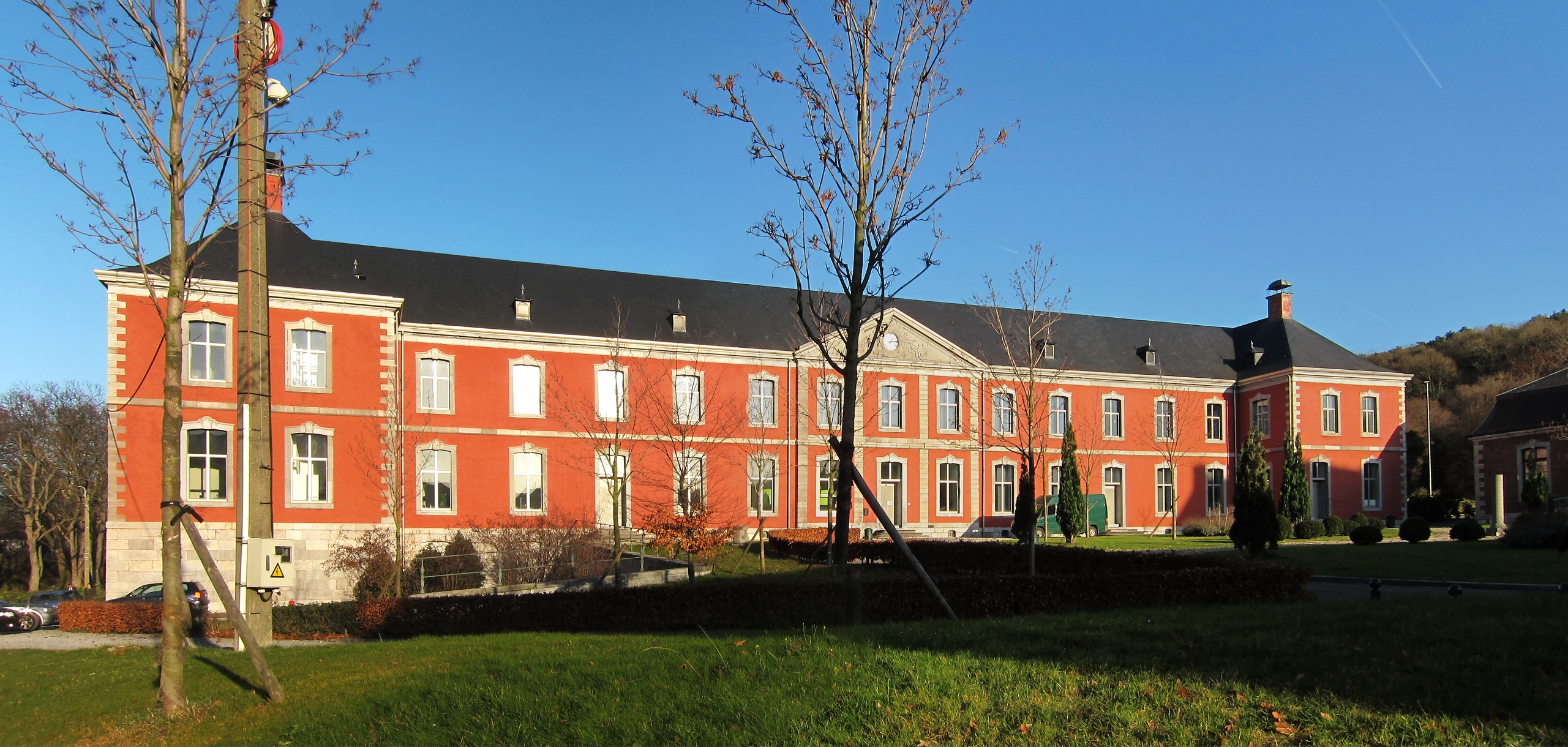
Zuidwestvleugel
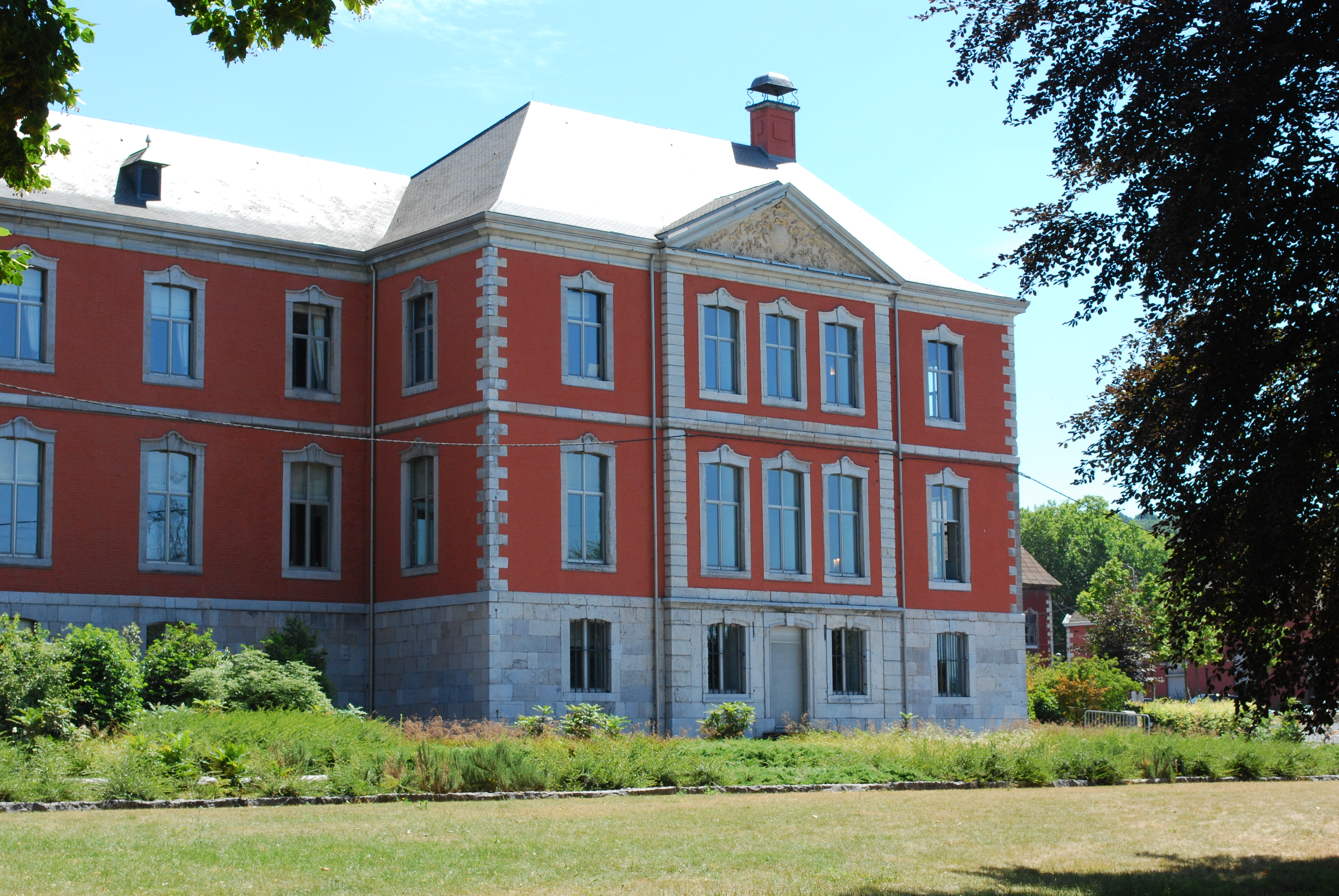
Detail noordwestvleugel
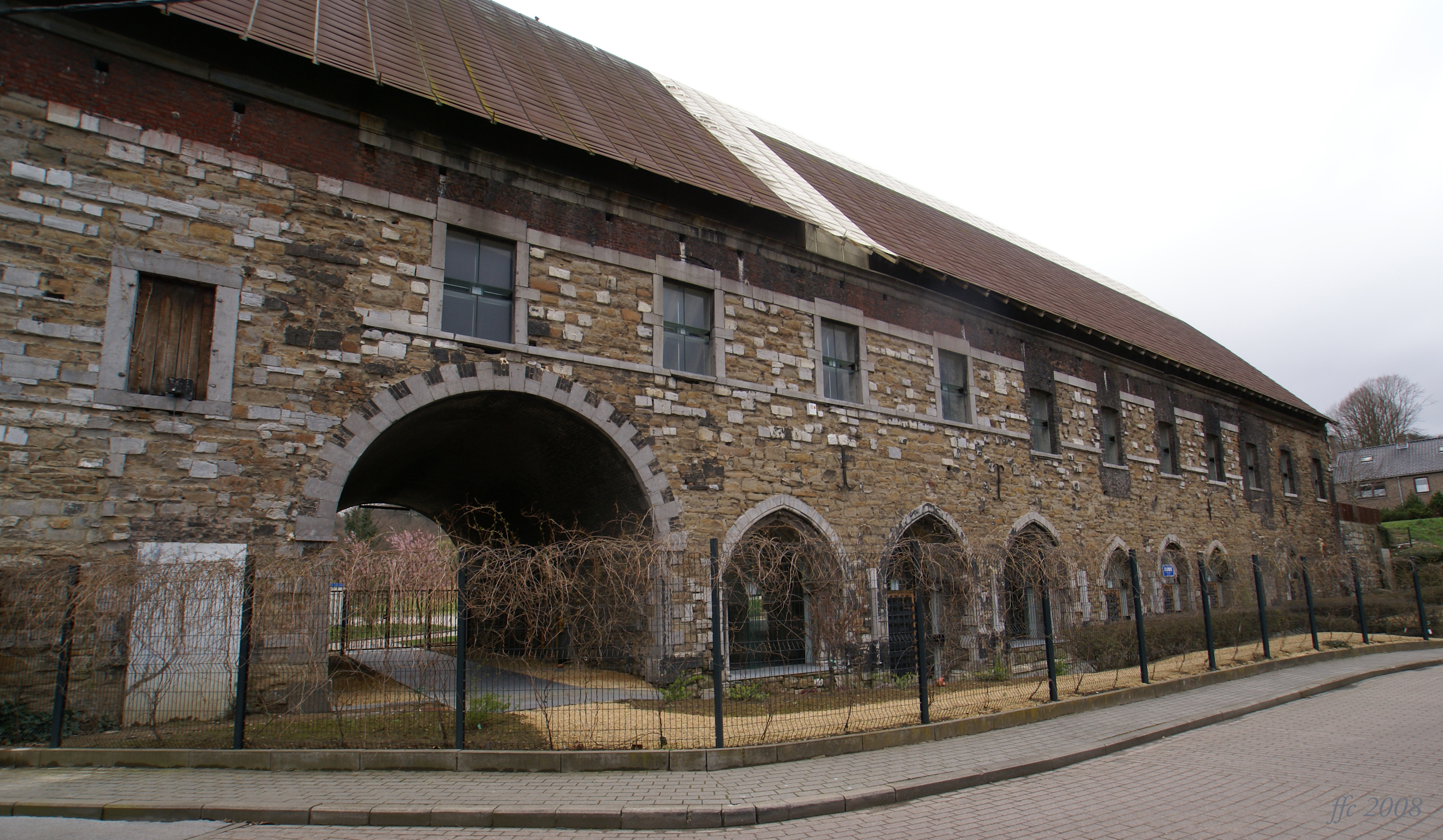
Kapittelzaal/dormitorium
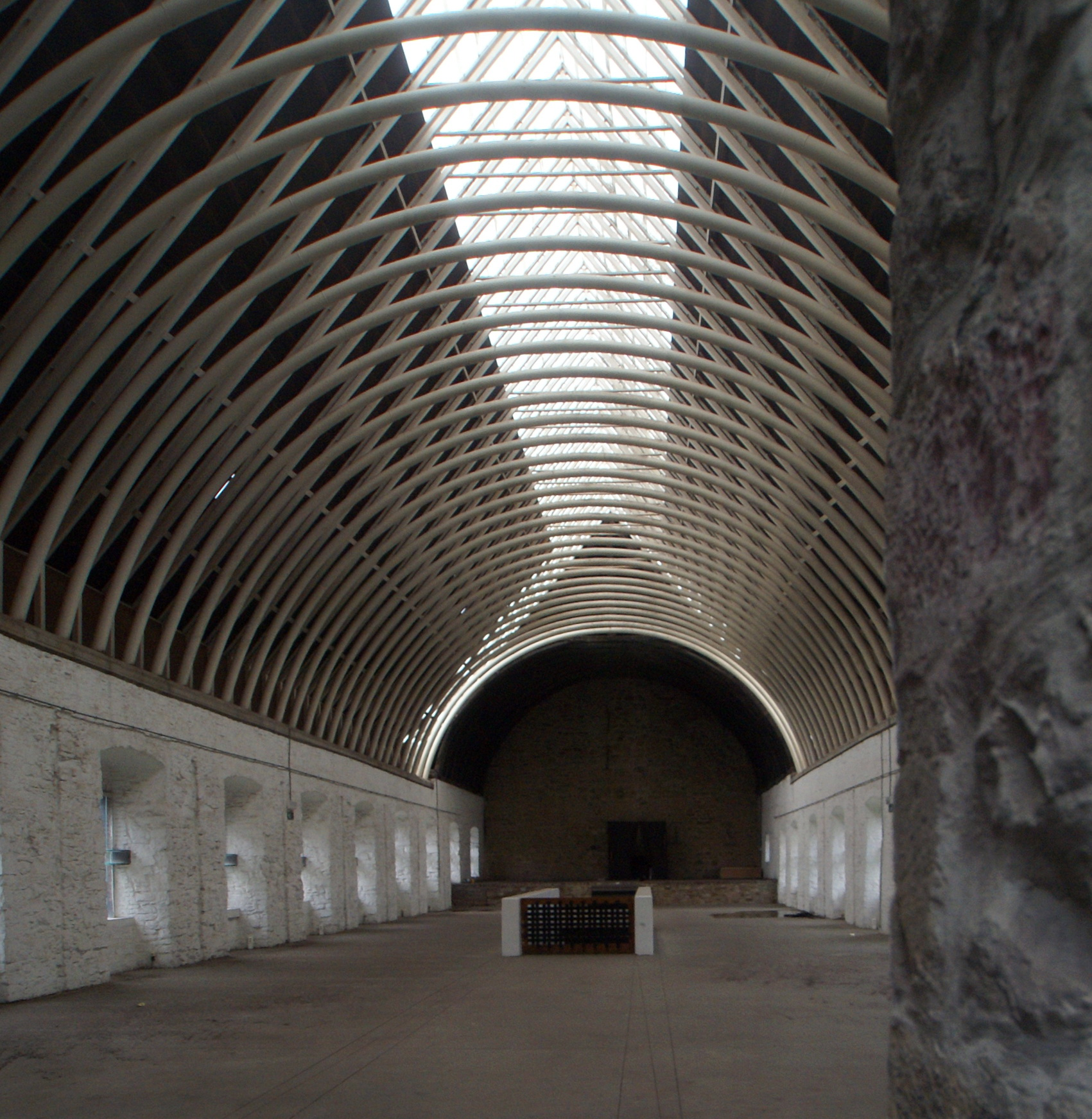
Interieur dormitorium
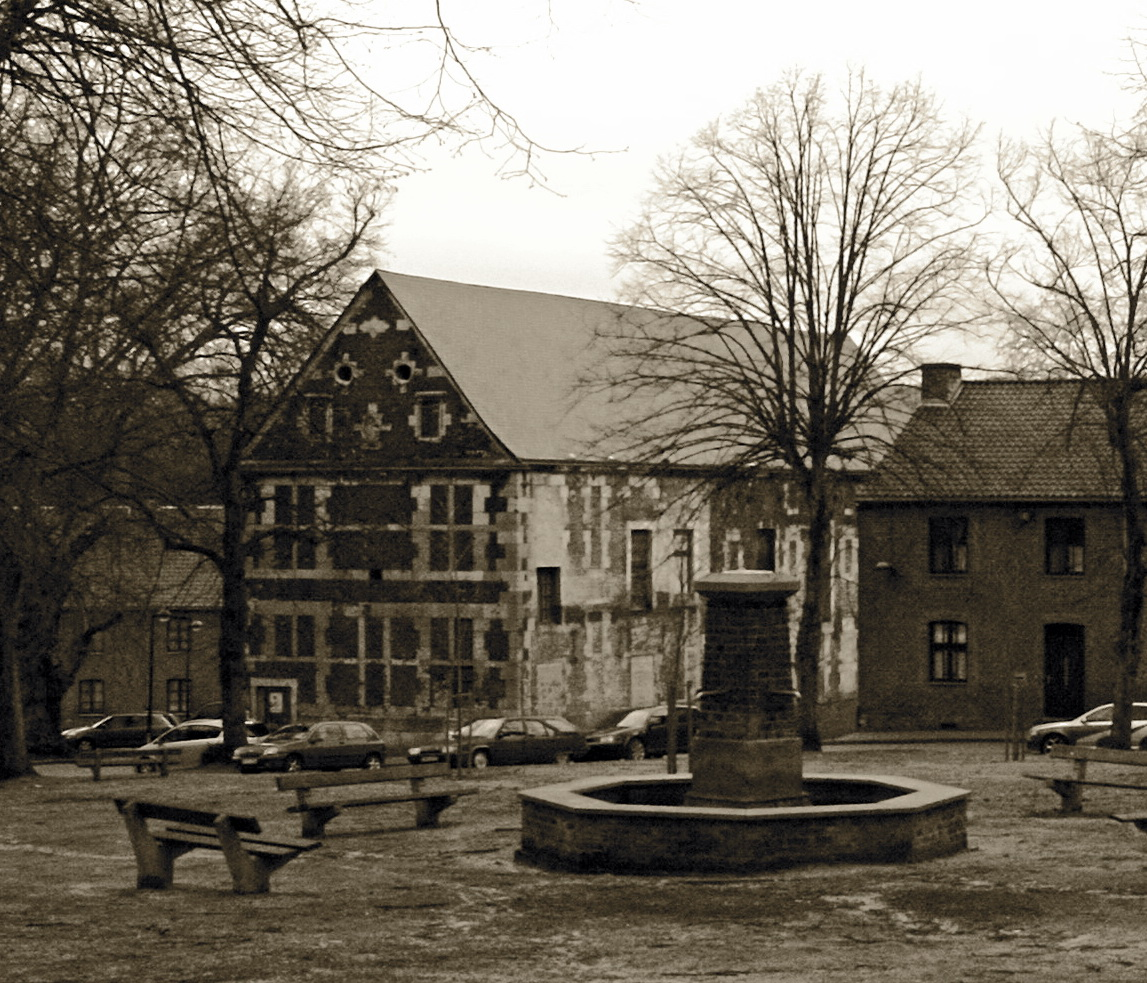
Gastenverblijf
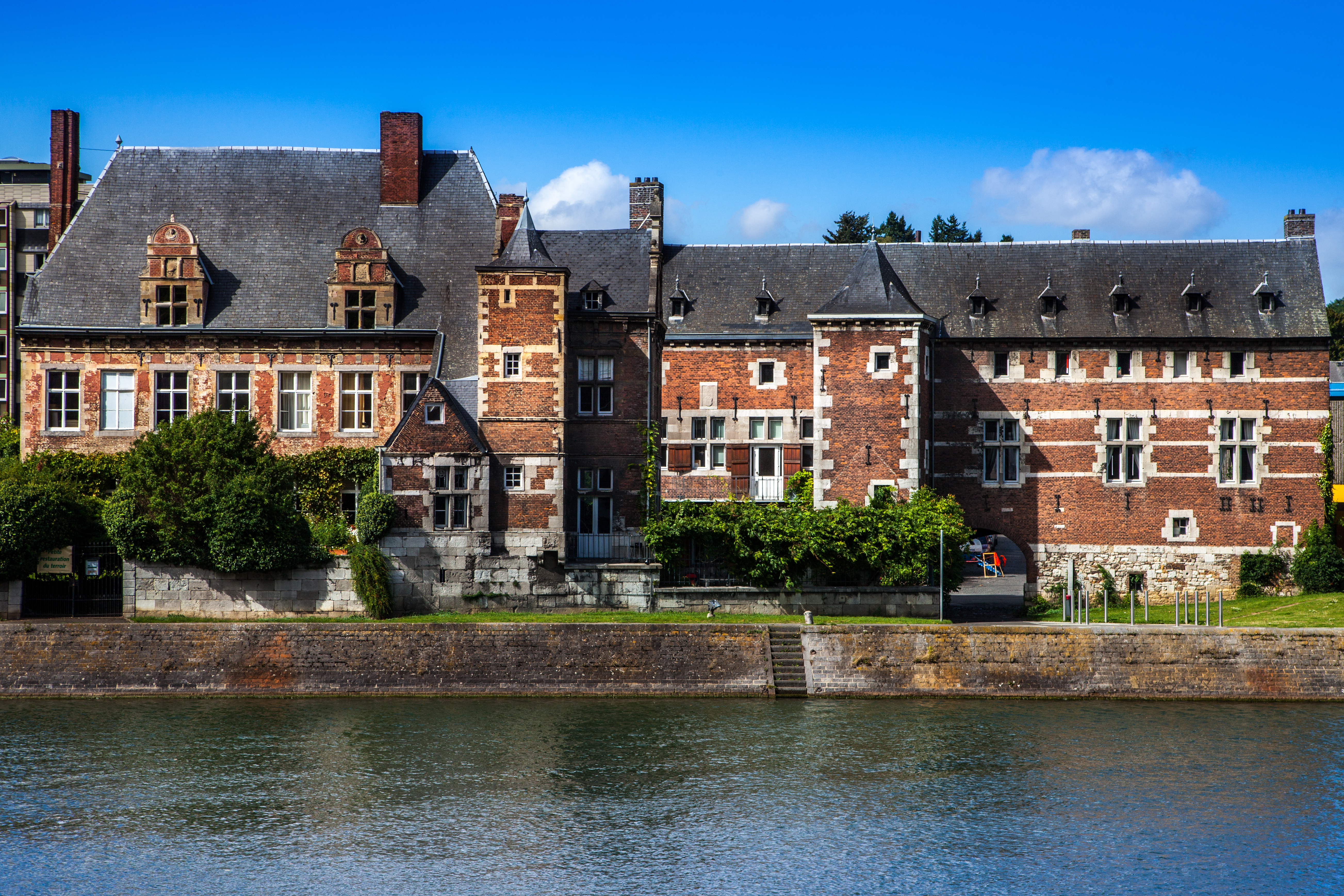
Refugiehuis in Hoei